# Yasukichi Murakami
Yasukichi Murakami (村上 安吉, Murakami Yasukichi, 19 décembre 1880 – 26 juin 1944) est un homme d'affaires, un photographe et un inventeur japonais immigré en Australie.

## Biographie

### Famille et enfance
Murakami naît en 1880 à Kushimoto, dans la préfecture de Wakayama, au Japon. La pauvreté régnant dans la région, en 1897, ses parents l'envoient, avec un autre membre de sa famille, en Australie-Occidentale, où ils pensent qu'il pourrait faire fortune dans l'or. Il arrive à Cossack, à bord du Saladin, .

### Australie-Occidentale
À son arrivée en Australie-Occidentale, Murakami occupe plusieurs emplois, avant de trouver du travail dans un magasin général appartenant à son compatriote immigré japonais Takazò Nishioka. En 1900, Nishioka et Murakami déménagent à Broome, où leur collaboration se poursuit. La vente de photographies constitue une part importante de l’activité de Nishioka. À la mort de Nishioka en 1901, son entreprise est transférée à sa veuve Eki. En 1906, Murakami épouse Eki, qui est beaucoup plus âgée que lui. L'entreprise se développe sous la direction du couple, les opérations de vente au détail étant complétées par une activité d'importation et d'exportation ainsi que par des opérations bancaires non officielles pour la communauté japonaise locale,,.
Après que l'économie locale a commencé à connaître des difficultés, Murakami est contraint de vendre son entreprise, et il est engagé par le perlier Ancell Clement Gregory pour gérer l'hôtel Dampier. En 1918, sa femme le quitte pour retourner au Japon, où elle meurt peu après. Il se remarie en 1920 avec Shigeno « Theresa » Murata, et vit avec elle à Broome.
En 1921, Murakami et Gregory forment une société pour produire des perles de culture, mais l'intervention du gouvernement fait échouer leurs plans. L'amitié de Murakami et Gregory provoque aussi la consternation au sein de la communauté locale, toujours attentive aux différences de classe,,, et de "race".

### Jockey
Murakami est jockey pour l'entraîneur Ted Hunt lors de courses au Broome Turf Club, avec un certain succès.

### Combinaison de plongée

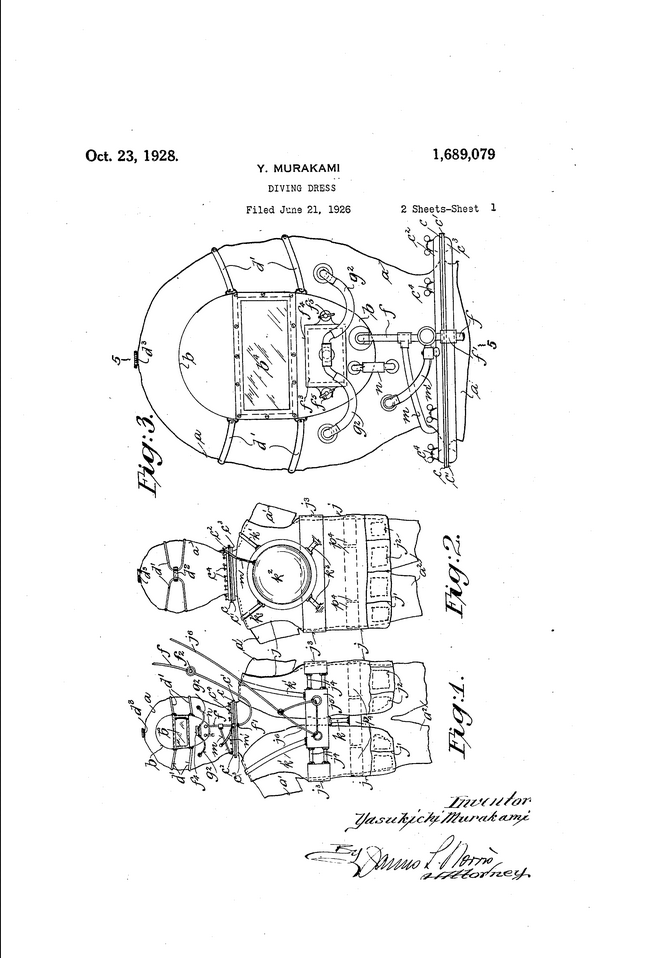
Projet de combinaison sous-marine, 1928.

En 1926, Murakami dépose un brevet pour une combinaison pour plongeurs de perles, plus légère et plus maniable que les combinaisons traditionnelles. Malgré cela, la combinaison ne connaît pas de succès commercial,. Il dépose un brevet pour la combinaison en 1928, à la fois en Australie et aux États-Unis. Comme il est alors interné, il ne peut renouveler le brevet en 1943, année du dépôt d'un autre brevet par Jacques-Yves Cousteau et Émile Gagnan.

### Darwin
En 1936, avec l'aide de Gregory, Murakami et sa famille s'installent à Darwin, où il exploite avec succès une entreprise de photographie.

### Seconde Guerre mondiale
Avec le début de la Seconde Guerre mondiale, en tant que résident australien d'origine japonaise, Murakami est interné au camp de Tatura, dans l’état de Victoria. Il est séparé de sa famille après avoir été accusé d'être un espion pour le Japon.

## Mort
Murakami décède le 26 juin 1944 à Tatura d'un problème cardiaque. Il laisse derrière lui neuf enfants. Il est enterré dans un cimetière local, mais est ensuite ré-inhumé au cimetière japonais de Cowra, en Nouvelle-Galles du Sud.

## Postérité
La "Murakami Road" à Broome a été nommée en hommage à Yasukichi Murakami.
La pièce de théâtre de Mayu Kanamori, Yasukichi Murakami - Through A Distant Lens raconte l'histoire de photos disparues de Murakami.